# Renato Olmi
Renato Olmi (Trezzo sull'Adda, 12 de julho de 1914 - 15 de maio de 1985) foi um futebolista italiano.

## Carreira
Conquistou a Copa do Mundo de 1938 com a Seleção Italiana de Futebol.